# 謝廷桂
謝廷桂（？年—？年），字時芳，山西蒲州（今山西省运城市）人。明朝政治人物，景泰解元。

## 生平
景泰四年（1453年）癸酉科山西鄉試第一名舉人（解元）。成化三年（1467年）任常州府同知。